# Episodi di Candy Candy
La serie animata Candy Candy è stata prodotta dalla Toei Animation a partire dal 1976, riprendendo lo shōjo manga omonimo di Yumiko Igarashi.
È stata trasmessa per la prima volta in Italia in varie televisioni locali nel 1980.
| Nº  | Titolo italiano Giapponese 「Kanji」 - Rōmaji | In onda           | In onda |
| Nº  | Titolo italiano Giapponese 「Kanji」 - Rōmaji | Giapponese        |         |
| 1   | Il compleanno di Candy! 「投げなわ上手のすてきな子」 - nage nawa jōzu no sutekina ko | 1º ottobre 1976   |         |
| 1   | Una notte d'inverno, con la neve che cade copiosa dal cielo, un vagito sentito dal piccolo Tom fa accorrere Suor Maria e Miss Pony fuori dall'orfanotrofio che gestiscono assieme. Avvolta in fasce scorgono una neonata che è appena stata abbandonata; la accolgono premurosamente e la chiamano Candy. Lo stesso giorno un'altra bambina viene portata all'orfanotrofio, Annie. Le due crescono in perfetta letizia, amiche inseparabili. Candy è però un autentico maschiaccio e non esita a fare a pugni con Tom, spesso e volentieri avendo la meglio su di lui: una bionda ricciolina incorreggibile che si arrampica sugli alberi e che sa lanciare il lazzo con grande abilità. Annie è invece l'esatto opposto, una bambina mite e docile, molto femminile. Quando un ricco agricoltore adotta Tom, Candy capisce subito quanto gli mancherà, nonostante le continue risse verbali e fisiche avvenute tra i due. Il giorno dell'addio viene rivelato a Candy che è stato proprio il piccolo Tom ad accorgersi per primo dei suoi vagiti provenienti dall'esterno della casa quella sera d'inverno immersa nella neve. Le due bambine decidono di sabotare le future visite di possibili genitori per non esser adottate e poter così stare sempre insieme. |                   |         |
| 2   | Il pic-nic di Candy e Annie 「飛び出せ！ふたりで大冒険」 - tobidase ! futari de daibōken | 8 ottobre 1976    |         |
| 2   | Il desiderio struggente di Annie di avere anche lei dei genitori e una famiglia come tutti la rende triste e malinconica: Candy spera di risollevarne almeno un po' il morale invitandola ad un picnic in campagna. Quando le due bambine tentano di attraversare a piedi un fiumiciattolo vengono prese alla sprovvista da un'onda improvvisa e spazzate via dalla forte corrente; fortunatamente il signor Brighton, che si trova a caccia con un suo servitore, riesce a salvarle. Vengono così ospitate nella villa dell'uomo e, con vestiti asciutti, invitate al barbecue che si sta facendo in giardino. Annie si comporta molto educatamente e in maniera compita; non così Candy, sfacciata ed istintiva, che prova anche ad andare a cavallo. Quando Annie suggerisce all'amica che il signor Brighton potrebbe adottarle entrambe, Candy si mette a litigare con lei e scappa, tornando alla casa di Pony, mentre Annie rimane invece per la notte presso la tenuta dei Brighton. Nessuna delle due riesce però a chiudere occhio, sentendo la nostalgia l'una dell'altra. Annie torna finalmente la mattina dopo, felice d'essersi finalmente ricongiunta alla sua sorella d'adozione, giurando di non volersi mai più separare da lei. |                   |         |
| 3   | Addio Annie 「さようならをはこぶ馬車」 - sayōnara o hakobu basha | 15 ottobre 1976   |         |
| 3   | Il signor Brighton visita la casa di Pony organizzando un barbecue in giardino per tutti gli orfani; Annie acutamente si rende presto conto che egli ha dei secondi fini. Affascinato dal carattere sbarazzino di Candy e dalla sua natura vivace e generosa, cerca di convincere la moglie a chieder l'adozione della bambina durante la loro prossima visita all'orfanotrofio. Candy assicura Annie che nessuno riuscirà mai a separarle e quando i coniugi Brighton si presentano finge di far ancora la pipì a letto ogni notte. Nel frattempo la tranquilla e buona Annie ha catturato l'attenzione della signora Brighton e sceglie lei come bambina da adottare. Appena saputo che Annie ha accettato, sentendosi tradita da questo improvviso voltafaccia, Candy scappa durante la notte: Annie corre a cercarla e si scusa per la sua debolezza consistente nel desiderare tanto una famiglia vera. Chiederà pertanto a Candy il permesso di poter andar a vivere con i Brighton; l'amica dà la sua benedizione e promette di prendersi cura di Klin, il piccolo procione di Annie, dal momento che la signora Brighton ha un sacro terrore degli animali. |                   |         |
| 4   | Una lettera di Annie 「笑顔の方がかわいいよ！」 - egao no hōga kawaiiyo ! | 22 ottobre 1976   |         |
| 4   | Annie è felice di vivere nella sua nuova casa: le sembra di vivere in un sogno o dentro una fiaba e spera di poter invitare presto Candy da lei. Ma la sua nuova mamma non vuole che la gente sappia che la sua figliola proviene da un'istituzione per trovatelli, è di casato benestante e si vergogna di questo fatto: Annie deve così rompere ogni contatto con la casa di Pony. Dopo l'ultima lettera d'addio speditagli dall'amica Candy corre piangente verso il bosco e, in cima ad una collina, incontra quello che a prima vista sembra un bellissimo principe vestito con un kilt scozzese: subito il ragazzo si mette a suonare una canzone con la sua cornamusa cercando di farla sorridere. La informa che è molto più carina quando sorride rispetto a quando piange; subito dopo sembra svanire nel nulla. Solamente un ciondolo con una campanellina, caduto al ragazzo, prova a Candy che non s'è trattato di un sogno. Intanto alla casa di Pony giunge un rappresentante dei Legan informando e trasmettendo il desiderio del capofamiglia di adottare Candy come compagna di giochi per la loro figlia. La residenza dei Legan è vicino a quella dei Brighton, dove vive Annie, e la loro auto di rappresentanza ha come simbolo lo stesso impresso nel ciondolo caduto al suo "principe della collina". Appena Candy apprende che i Legan hanno un figlio diciassettenne, credendolo colui che l'ha fatta sorridere quand'era piangente e disperata, accetta subito di essere adottata. |                   |         |
| 5   | Addio amici 「今日からお嬢さま？」 - kyō kara ojō sama ? | 29 ottobre 1976   |         |
| 5   | Candy parte in direzione della sua nuova casa assieme a Klin. Durante la strada incontra Tom assieme al suo nuovo padre, il signor Steave, nel loro carro; l'uomo fa partecipe Candy dei suoi dubbi nei riguardi delle intenzioni autentiche dei Legan e le consiglia d'essere forte e non piangere mai, qualunque siano le difficoltà che dovrà affrontare. Fin dal primo momento Candy si ritrova vittima degli scherzi atroci dei due figli dei Legan, Iriza e Neal; scopre in tal modo che Neal non è affatto il suo principe della collina, mentre l'altezzosa e snob signora Legan le chiarisce da subito che lei non sarà mai trattata come una figlia né come sorella dei suoi figli. Solo il posato e serio signor Legan si dimostra gentile con lei, fermamente convinto com'è che Candy sia proprio l'amica di cui i suoi figli hanno bisogno. Tuttavia egli si trova costretto ad assentarsi spesso per motivi di lavoro, lasciando così la povera orfanella in balia della sua sprezzante famiglia. Nel frattempo la giovane cameriera Dorothy inizia a confidarsi con Candy, esprimendo tutto il suo timore di ribellarsi dalle angherie dei due viziatissimi figli dei Legan. Candy avrebbe tutti i buoni motivi per tornarsene di gran carriera alla casa di Pony, circondata dall'affetto di tutti i suoi compagni di sventura: quando però scopre un ritratto del suo principe nella soffitta dove è stata messa a dormire, decide di rimanere, scaldata anche dalla sincera amicizia che Dorothy le ha subito dimostrato. |                   |         |
| 6   | Il principe della collina 「バラの門で逢った人」 - bara no mon de atta hito | 5 novembre 1976   |         |
| 6   | Dopo che Klin s'è azzuffato col gatto nero dei Legan, la padrona di casa scorge Candy eseguire felicemente varie faccende domestiche; allora le ricorda sprezzantemente che il suo compito è quello di far la dama di compagnia a Iriza, e infine scaccia Klin. Ma Candy non può sopportare d'abbandonare il suo amato procione in mezzo al bosco e lo nasconde nel fienile. Neil e Iriza scoprono Candy gironzolare attorno alle stalle ed iniziano a tormentarla fino ridurla sull'orlo delle lacrime: le strappano il ciondolo che custodiva gelosamente minacciando di raccontar alla madre che Klin si trova ancora lì. Candy si riappropria con la forza di quanto le appartiene e scappa via, decisa a ritornare all'orfanotrofio. Ma durante il tragitto scopre nuovamente il suo bellissimo principe in kilt e con la cornamusa, per poi ancora una volta vederlo scomparire nel nulla dopo esser riuscito a farla ridere. Candy si guarda un po' attorno e scorge un portone tutto guarnito di rose che ha come stemma proprio l'immagine del suo ciondolo: è la residenza della famiglia Andrew, imparentati alla larga coi Legan ma di origini molto più aristocratiche. Invece di dirigersi alla casa di Pony, cantando e saltando più felice che mai torna nella sua stanza in soffitta. |                   |         |
| 7   | Non sembro una signorina? 「お上品に見えるかしら？」 - ojōhin ni mieru kashira ? | 12 novembre 1976  |         |
| 7   | Il signor Legan, di ritorno da uno dei suoi viaggi, chiede il motivo per cui Candy è stata confinata nelle soffitte della casa. Dopo una discussione con la moglie vuole ascoltare anche le ragioni della ragazzina: Candy riesce così ad ottenere il suo consenso a permettere all'amatissimo Klin di vivere in giardino e nelle stalle, dove ha tra l'altro già fatto amicizia con i cavalli. Candy poi, osservando di nascosto la signora Legan, si esercita per imparare a camminare con eleganza; vuole infatti fare il possibile per compiacere la signora Legan ed esser così da lei accettata. Quando Iriza sottolinea il fatto che Candy preferisce di gran lunga la compagnia dei servi alla sua, rifiutandosi d'esser sua amica, la signora decide di farle assumere il ruolo di domestica (questo mentre il signor Legan è assente). Intanto Candy va spesso ad aggirarsi attorno al portone serrato e circondato di rose della tenuta degli Andrew, nella speranza di incontrare ancora una volta il suo misterioso principe. Invece, nei pressi d'una cascata e in circostanze quantomeno avventurose, incontra un simpatico ragazzo di nome Archibald Cornwell: anche se Archie non risulta essere il suo principe, fa immediatamente amicizia con lui. |                   |         |
| 8   | Un felice invito 「しあわせを呼ぶ招待状」 - shiawase o yobu shōtaijō | 19 novembre 1976  |         |
| 8   | Iriza prende Candy con sé per andar a fare un'escursione in città, vuole comprare un nuovo vestito per i balli serali in società; consigliata da Neal decide poi d'abbandonarla e lasciarla da sola. Lungo la strada del ritorno Candy incontra Alistear, il fratello di Archie, detto Stear, il quale le offre subito un passaggio in macchina: si trovano però presto in difficoltà, a causa della guida spericolata del ragazzo e delle non buone condizioni dell'auto. Nonostante tutto, prendendo una scorciatoia attraverso il bosco, Candy riesce a tornar a casa molto prima del previsto, anticipando gli stessi Neal e Iriza. Poco dopo viene a sapere che la matrona di famiglia, la signora Andrew, si recherà nella vicina residenza; pertanto si farà un ricevimento di benvenuto. Sia Stear che Archie mandano un invito ufficiale per avere con sé per l'occasione Candy: nonostante le veementi proteste della figlia, il signor Legan non vuole ignorare l'invito ricevuto da Candy e ordina a Iriza di donare alla ragazza un vestito adatto. La perfida figlia dei Legan gliene dà uno troppo piccolo: Dorothy però consola la cara amica facendole notare che, più che degli abiti costosi provenienti dal guardaroba di Iriza, sarà di gran lunga maggiormente importante la condotta che ella saprà avere davanti alla burbera e scontrosa signora Andrew, ovvero la zia Elroy. |                   |         |
| 9   | Una meravigliosa festa da ballo 「あの人と逢えた舞踏会」 - ano hito to aeta butōkai | 26 novembre 1976  |         |
| 9   | Candy riesce finalmente ad incontrare il suo principe, Anthony (che è oltretutto il favorito di Iriza), il quale però stranamente ricorda solo l'incontro davanti al cancello delle rose, non quello in cima alla collina. La zia Elroy si ritrova a dover riprendere con severità i Legan che hanno permesso a Candy di presentarsi in abito informale, ma Archie e Stear intercedono immediatamente a suo favore. Successivamente Candy, ingannata da Iriza, viene rinchiusa in uno stanzino buio nel corridoio che corrisponde alla descrizione di una storia di fantasmi narratale da Archie. Nel frattempo Iriza riesce a trattenere Anthony dall'andar in cerca di Candy e lo costringe a ballare con lei; infine Candy presa dal panico sfonda la porta ed Anthony la trova. A questo punto Archie e Stear procurano un vestito da sera adatto al ballo per la ragazza, mentre Anthony le fa indossare alcuni dei gioielli della madre defunta: così abbigliata Candy si unisce alle danze ballando a turno con tutti e tre i suoi giovani cavalieri, facendo al contempo un'ottima impressione a tutti i presenti. Alla fine del ballo Candy chiede ad Anthony se egli conosce la collina di Pony e lui le risponde negativamente, confermando così inequivocabilmente che egli non può esser dopotutto il suo principe della collina. |                   |         |
| 10  | Dalle stelle alle stalle 「馬小屋のお嬢さま」 - umagoya no ojō sama | 3 dicembre 1976   |         |
| 10  | La signora Legan caccia Candy dalla casa e la costringe ad andare a dormire nel fienile; lei è però nonostante tutto felice di stare vicino a Klin e agli amici cavalli, anche se se ne vergogna e spera di riuscir a nascondere ad Anthoy la verità. Suor Maria, accompagnata da un nuovo giovane orfano di nome John, fa una visita imprevista e la signora Legan cerca d'ingannarla sulle reali condizioni di vita della sua protetta; ma Candy, con le mani sporche e lividi da lavoro sulle braccia non può più fingere. A questo punto la buona suora vorrebbe riprendere con sé la ragazza, ma dopo aver incontrato Archie e Stear, pensa che nonostante tutto la piccola Candy ha quello di cui ha più bisogno per poter esser veramente felice, ovvero dei cari e sinceri amici. Rendendosi conto che Anthony deve esser venuto a conoscenza delle sue origini, Candy teme che d'ora in poi lui la possa evitare con disprezzo. Invece il ragazzo entra nella stalla scusandosi di non averla aiutata il giorno prima a portare i vari bagagli, dimostrando così d'aver mancato ai doveri di un gentiluomo. Sa che lei è costretta a lavorare già molto duramente, e per farsi perdonare le dona una rosa, promettendo solennemente di consegnargliene una ancora più bella il giorno del suo prossimo compleanno, che d'ora in poi decide di far cadere in maggio (il mese delle rose). |                   |         |
| 11  | Il regalo di Annie 「心をつなぐ小さなリボン」 - kokoro o tsunagu chiisana ribon | 10 dicembre 1976  |         |
| 11  | Quando la signora Brighton giunge a far visita ai Legan, Annie finge di non conoscere né Candy né Klin e la donna chiede alla ragazza di mantenere il segreto. Sempre impegnati in dispetti e malefatte, Neil ed Iriza invitano Annie ad una passeggiata a cavallo, spaventandolo poi di nascosto e mandandolo al galoppo in preda al panico, per indurre gli adulti a credere che sia stata Candy a provocare l'incidente. Invece sarà proprio Candy a riuscire ad afferrarne le redini e fermare la cavalla impazzita, Cleopatra. Rimaste finalmente sole Annie si confessa con l'amica ammettendo d'esser infelice, di non riuscire a dimenticare la loro infanzia trascorsa insieme e le volte in cui Candy l'ha fatta sorridere durante i suoi momenti di scoramento. Quando Candy viene alle mani con Neal, Iriza riesce rovesciare la situazione cercando di ricattare Candy e farsi dire la verità sul passato di Annie. Partita l'amica, il vecchio giardiniere trova Candy piangente nella stalla e tenta di consolarla; un nastro legato sulla porta è la prova che Annie continua ad esserle vicina, anche se solamente con lo spirito. |                   |         |
| 12  | Dolce Candy 「バラの薫る誕生日」 - bara no kaoru tanjōbi | 17 dicembre 1976  |         |
| 12  | Qualcuno ha tagliato crudelmente i cespugli di rose amorevolmente fatte crescere da Anthony, distruggendole e rubandole tutte: tutte le prove sembrano indicare la colpevole in Candy, che ha nel fienile in vaso pieno di bellissime rose rosa, dono di Anthony. Quando Candy apprende da Stear ciò che è accaduto, sospetta immediatamente di Neal; il ragazzo spiega i graffi sulle mani causategli dalle spine come risultato dei suoi giochi con Sylvia, la gatta nera di famiglia. Quando apprende che non vuole vederla, Candy è sicura che anche Anthony sia convinto della sua colpevolezza e sconfortata vuole andarsene. Archie nel frattempo ha trovato un testimone che afferma aver scorto Neal lasciare di soppiatto le tenuta dei Legan la sera prima e cerca di metter in atto un piano per farlo confessare. Ma a quel punto Candy si è già impossessata della barca a remi di Archie e cerca di tornare alla casa di Pony percorrendo il fiume, la cui corrente si fa però presto pericolosa trascinandola verso la cascata. Il vagabondo Albert la salva dall'annegamento, e prima di scomparire le dice che, casomai avesse ancora bisogno del suo aiuto, le basterà mettere un biglietto in una bottiglia ed affidarlo alle acque del fiume: lui sarebbe immediatamente apparso. Infine Archie, Stear e Anthony, trafelati, riescono a rintracciarla: Anthony le spiega che non voleva vederla perché lei non scoprisse anzitempo il suo regalo di compleanno, un nuovo tipo di rosa che ha chiamato col nome 'Dolce Candy'. |                   |         |
| 13  | Un nuovo amico 「ひとりぼっちが三人」 - hitoribocchi ga sannin | 24 dicembre 1976  |         |
| 13  | Neil tenta di avvelenare i cavalli ma non riesce nel suo intento criminoso in quanto un'ombra misteriosa fa irruzione nella stalla prendendolo a pugni; attirate dalle grida giungono subito anche Candy e Iriza: quest'ultima incolpa immediatamente la ragazza per l'occhio nero del fratello, che si sente umiliato dall'esser stato colpito in questa maniera da una femmina. Assecondando i desideri e le insistenze di madre e sorella si decide però nel dar la colpa a Candy, la quale però si rende conto che dev'essere stato in realtà Albert: allora scrive una lettera, che mette in una bottiglia per poi gettarla nel fiume come le era stato detto di fare durante il loro primo incontro, seguendola dalla riva. La mattina seguente la bottiglia è giunta a destinazione, là dove vive Albert, una grande proprietà in rovina di proprietà della famiglia Andrew che lui condivide con alcuni animali selvatici della foresta: quando alcuni uomini armati giungono alla vecchia casa Albert sembra dileguarsi, lasciando Candy a trattare da sola con loro. I guardiacaccia degli Andrew portano la ragazza con loro e la conducono dalla signora Andrew, la zia Elroy; Archie e Stear sperano di convincere l'anziana parente ad adottare Candy, facendole intendere che solo lei sarebbe in grado d'insegnare a Candy il corretto modo di comportarsi in società e di trasformarla in una vera signorina. Iriza purtroppo rovina tutto rivelando la condotta di vita vagabonda della trovatella: Anthony, disgustato da un tal comportamento, corre via al galoppo sul suo cavallo.                                                               |                   |         |
| 14  | Caro vecchio albero 「春風いっぱい大きな木」 - harukaze ippai ooki na ki | 7 gennaio 1977    |         |
| 14  | Il signor Legan, tornato a casa dopo una lunga assenza, trova Candy declassata al ruolo di serva, e decide pertanto che la ragazza ha bisogno di una meritata vacanza alla casa di Pony. Appena giunta però, apprende che il loro vicino ha venduto ad un eccentrico signore di Washington il grande albero in cima alla collina prospiciente l'orfanotrofio. Candy porta allora tutti gli orfani e gli animali da cortile che possiedono a circondare il grande vecchio albero, per proteggerlo degli operai appena giunti per sradicarlo e portarlo via. Giunge allora il vecchio signore che ha comprato l'albero e si mette a negoziare con Candy, ognuno più intransigente che mai nelle proprie opinioni. Alla fine gli argomenti di Candy sembrano prevalere, tanto da spingere l'uomo a recedere dai suoi propositi precedenti e far sì che l'albero rimanga lì dove si trova. Per esser certa che non cambi nuovamente idea, Candy dipinge le foglie di giallo per farlo apparir rinsecchito e morente, del tutto inutilizzabile. Il trucco funziona, fino alla prima pioggia. Furibondo per essere stato in modo tanto audace preso in giro, l'uomo dà ordine perentorio agli operai di entrare immediatamente in azione, ma uno dei bambini dell'orfanotrofio riesce ad arrampicarsi fino alla cima dell'albero nel tentativo disperato di salvarlo, e rifiuta categoricamente di scender giù. Il vecchio finalmente sembra aver la rivelazione che l'albero è per tutti gli orfani come un gran padre benevolo che li osserva dall'alto, e rinuncia definitivamente alle sue pretese.                                                                      |                   |         |
| 15  | Una decisione difficile 「しあわせを奪う決定」 - shiawase o ubau kettei | 14 gennaio 1977   |         |
| 15  | Tornata dai Legan Candy viene a sapere che Dorothy verrà trasferita nella loro proprietà in Messico; il signor Legan è nuovamente assente quindi non può essere richiesto il suo aiuto. Intanto Iriza e Neal fanno scappare dalla stalla tutti i cavalli in modo da poter accusare Candy d'incompetenza o, meglio ancora per loro, di furto. Ma, con l'aiuto di Anthony, Candy riesce a recuperarli tutti; il ragazzo si complimenta con lei per la sua abilità nel lancio del lazo.A seguito di questo ennesimo inconveniente la signora Legan decide che sarà Candy ad essere inviata in Messico al posto di Dorothy: indecisa sul da farsi Candy chiede la consulenza dell'amico Albert. Il giovane uomo riceve il suo messaggio ma, essendo inseguito da uno dei sorveglianti degli Andrew, si trova costretto a fuggire e non è in grado quindi d'aiutarla. Non avendo ricevuto alcuna notizia da parte di Albert e trovando il palazzo fatiscente del tutto deserto, la ragazza è sicura di averlo perduto per sempre, esattamente come sta per perdere anche Anthony, Archie e Stear a seguito del suo trasferimento in Messico. |                   |         |
| 16  | Viaggio in un paese sconosciuto 「知らない国への旅立ち」 - shiranai kuni heno tabidachi | 21 gennaio 1977   |         |
| 16  | Il giorno prima della partenza Candy vorrebbe dire addio ad Anthony, che nel frattempo si ribella contro gli ordini dati dalla zia Elroy ai cugini di non aver più nulla a che fare con quella piccola ladruncola: i tre credono fermamente in lei, ma lei non vuole far inimicare i ragazzi con l'anziana parente. Andrà in Messico e scriverà a tutti loro ogni giorno; ma dopo aver sentito parlare i domestici delle dure condizioni di vita in Messico, man mano che passano le ore sembra perdere sempre più il proprio coraggio. Anthony le lascia una delle rose a cui ha dato il suo nome, assieme ad un biglietto in cui promette che farà tutto il possibile perché la decisione riguardante il suo trasferimento venga presto revocata. I tre cugini fanno confessare a Neil sotto costrizione di ammettere che sono stati lui e sua sorella Iriza a nascondere i propri oggetti nelle cose di Candy e questo per mandarla via dalla loro casa. Neil promette di dire la verita alla zia Elroy prima che Candy parta per il Messico il mattino seguente. Ma il signor Garcia, il messicano addetto al trasporto, giunge con ore d'anticipo rispetto al previsto, cosicché fa salire Candy sul suo carro e si rimette in viaggio. Sembrando così oramai fuori della loro portata anche un salvataggio in extremis, Anthony convince Stear e Archie a salutare Candy in un coro di cornamuse; giurando nel contempo con se stesso che riuscirà a portarla indietro, o che in alternativa lui si recherà presto dove è stata mandata. Il suo cuore grida a Candy di attenderlo fiduciosa.                                                                     |                   |         |
| 17  | Nell'arido selvaggio West 「はるかな渇いた荒野で」 - harukana kawaita kōya de | 28 gennaio 1977   |         |
| 17  | Mentre viaggiano attraverso il Grand Canyon, il signor Garcia rivela d'esser un uomo insensibile e brutale; non ha difatti alcuna intenzione di divider la poca acqua a disposizione con Klint o per dissetare la rosa donatale da Anthony. Oltre a Candy, viaggiano assieme a Garcia anche una famiglia che si trova indebitata con lui e che non lo può rimborsare. Il loro unico figlio sviluppa una febbre che risulta immediatamente esser molto pericolosa e mettere addirittura a rischio la stessa vita del piccolo: Garcia si rifiuta categoricamente di perdere tempo per tornar indietro alla città più vicina. In un attimo di distrazione di Garcia, Candy però afferra le briglie, fa voltare il carro e lascia l'uomo appiedato in mezzo al deserto, da solo e senza acqua. Il medico del paese afferma di poter salvare il bambino, ma contemporaneamente dichiara che egli sicuramente morirà se lo costringeranno a continuare quel difficoltoso viaggio: per ripagare i loro debiti ed acquistare tre biglietti per il treno che li dovrà riportare indietro Candy vende la meravigliosa rosa di Anthony. Rimasta da sola torna in direzione del luogo dove aveva abbandonato Garcia: quando lui le chiede sorpreso perché non sia fuggita, lei gli risponde che ha avuto la chiara impressione che Garcia fosse bisognoso del suo aiuto. |                   |         |
| 18  | La croce della felicità 「運命をみちびく十字架」 - unmei o michibiku kurusu | 4 febbraio 1977   |         |
| 18  | Candy salva Garcia dal morso d'un serpente velenoso e Klint uccide i pericolosi serpenti a sonagli dei dintorni. Fanno poi sosta in una città del Texas, dove Garcia ha l'intenzione d'assumere alcuni operai: ma quando lo sceriffo li mette in guardia contro i rapitori che vendono bambini a ricche coppie europee senza figli, Garcia riprende immediatamente il viaggio senza più curarsi degli operai. Gli viene in mente l'idea che se lui vendesse Candy ai trafficanti di bambini potrebbe riuscire a guadagnarci su davvero un sacco di soldi. La notte seguente, mentre sono addormentati, dei banditi fanno irruzione nel loro accampamento; non trovando nulla di valore hanno intenzione di uccidere Garcia, ma egli vigliaccamente scambia la sua vita con quella di Candy, facendo intravedere alla banda di delinquenti la possibilità di vendere Candy ai trafficanti e recuperar così un bel gruzzolo di monete d'oro. I banditi lo fanno scappar via con Candy che rimane in loro ostaggio. Ma la coscienza di Garcia sembra risvegliarsi e, con un audace blitz di salvataggio, torna sui suoi passi e riesce a liberare Candy: per la prima volta in vita sua l'uomo sembra aver fatto un favore gratuito ad un'altra persona. Recuperato anche il carro si allontanano velocemente: ma proprio in quel momento un'automobile spunta da nulla, ne esce una mano che afferra forte Candy trascinandola giù dal carro e dentro l'auto, per correre infine a folle velocità lungo la strada deserta verso il tramonto. |                   |         |
| 19  | Un viaggio difficile 「苦しみの旅の果てに」 - kurushimi no tabi no hate ni | 11 febbraio 1977  |         |
| 19  | Il rapitore, Sam, trasporta Candy in un albergo al cospetto del capo della banda; diverse volte la ragazza cercherà di scappare ma sempre senza alcun successo ed alla fine viene chiusa in cantina. Nel frattempo il signor Garcia è tornato di gran carriera alla tenuta degli Andrew portando la triste notizia del rapimento di Candy. La zia Elroy si attiva mentre gli stessi Anthony, Archie e Stear s'apprestano a partir in automobile per cercarla. Ma Candy viene portata sempre più ad est in direzione di New Orleans: temendo che le intenzioni di Sam siano quelle di metterla su una nave diretta in Europa, riesce infine a fuggire nascosta in un carro di fieno per salire poi su un treno merci. Notando l'auto di Sam si nasconde ignara del fatto che l'auto gli è stata requisita dai tre cugini Andrew dopo averlo incontrato. Scoperta dai ferrovieri come clandestina durante una fermata si dirige verso la foresta vicina: crollata per la stanchezza si risveglierà solo il giorno seguente per il profumo di rose che la circonda, tra le braccia di Anthony. Subito dopo giunge un messaggio del misterioso signor William, capofamiglia degli Andrew, tramite il suo uomo di fiducia Signor George, che dichiara Candy esser diventata sua figlia adottiva; ciò a seguito della richiesta accorata dei tre giovani che gli avevano precedentemente scritto pregandolo d'aiutarli. |                   |         |
| 20  | Candy è felice 「夢のようにしあわせな私」 - yume no yōni shiawase na watashi | 18 febbraio 1977  |         |
| 20  | Candy ora vive presso la tenuta degli Andrew e nella sua stanza v'è un armadio pieno di abiti all'ultima moda donati dalla zia Elroy. Neil e Iriza provano ancora a seguire la loro tattica di bugie e accuse nei confronti della ragazza, ma i tre cugini si schierano come paladini a sua difesa davanti all'arcigna zia Elroy ricordando che ora Candy è un membro effettivo della famiglia. Giungono in tal modo quasi a costringere Neil a chieder perdono in ginocchio per tutte le cattiverie commesse, ma Candy li ferma: senza i loro continui inganni non sarebbe mai stata inviata in Messico e lo zio William non l'avrebbe quindi mai adottata. I loro mali si sono pertanto tramutati in un bene ed andrebbero perciò ringraziati! Nel frattempo Anthony sembra provar gelosia nei confronti del "principe della collina", finendo per credere che Candy provi simpatia ed attaccamento a lui solo perché gli assomiglia; ed il medaglione che Candy conserva con tanta cura sembrerebbe proprio confermare che si tratti di un membro della famiglia Andrew. A questo punto la ragazza lo rassicura dicendole che a lei piace Anthony in quanto Anthony, e basta. Più tardi, ad una festa, i tre giovani rimangono stupefatti dal rifulgente fascino di Candy che indossa un bellissimo abito verde: ad Anthony sembra ricordare tanto la propria madre morta. Candy respinge abilmente i tentativi di Neil ed Iriza che tentano di farla apparire goffa e sgraziata: diviene a tal punto bella agli occhi di Anthony che egli inizia a fantasticare su un possibile matrimonio con lei.                                                                |                   |         |
| 21  | Ali d'amore 「友情を伝える鳩」 - yūjō o tsutaeru hato | 25 febbraio 1977  |         |
| 21  | Mentre Candy si annoia a morte nell'esser costretta ad imparare i modi aristocratici, Iriza con una scusa invita Anthony ad una gita a cavallo: il ragazzo irritato vorrebbe cacciarla ma entrambi finiscono quasi per scontrarsi col carro di Tom, facendogli versare però tutto il latte che trasportava. Anthony dà il suo nome invitandolo a recarsi dagli Andrew per esser risarcito dei danni subiti e segue subito dopo Iriza che ha perduto il controllo del cavallo. Tom giudica di primo acchito Anthony esser un codardo donnaiolo e la mattina seguente lo incontra nuovamente ai bordi del bosco; qui i due intraprendono una scazzottata che finisce in parità: finiscono per accettare entrambi, esausti come sono, di diventare amici. Per far ammenda Anthony accompagnato da Candy scortano Tom mentre egli fa le consegne del latte, e questo fatto ispira un mucchio di pettegolezzi nei popolani che li vedono assieme. La zia Elroy ne rimane tanto irritata da chiudere Candy in casa e costringere Anthony ad andar per un po' a vivere nella loro villa in montagna, la stessa casa in rovina dove viveva Albert. Anthony finisce per trascorrer il proprio tempo assieme al nuovo amico Tom che lo aiuta a far lavoretti in casa; allevano anche un piccione viaggiatore che possa portar a Candy un messaggio legato alla zampa. Questo dice che lui la ama e la amerà sempre. |                   |         |
| 22  | Anthony non mi lasciare 「負けないでアンソニー！」 - makenai de ansoni ! | 4 marzo 1977      |         |
| 22  | Lo scambio di posta tra Candy e Anthony attraverso il piccione prosegue a ritmo sostenuto. Un giorno Anthony esprime l'intenzione di partecipare al rodeo che si svolge al paese ove abita Tom, ma Iriza viene a sapere dei suoi piani e corre subito ad informare la zia Elroy la quale, preoccupata che un possibile incidente possa accadergli, fa promettere a Candy di cercar di dissuaderlo. Mentre Anthony attende il concorso di lancio del lazo a cui vuole gareggiare, Candy ha l'idea di chiedere anche ad Archie e Stear di partecipare allo stesso rodeo assistendo Anthony: tutti riuniti, per la zia Elroy non è più possibile esser in collera col solo Anthony. L'organizzatore però, pagato dalla donna, nega ai ragazzi la possibilità d'iscriversi. Tom allora, dietro suggerimento di Candy, sparge nel paese la voce che gli Andrew sono in realtà dei codardi: il rodeo diviene così una questione d'onore per la famiglia. La zia Elroy cede e Anthony partecipa alle gare accompagnato da Tom. |                   |         |
| 23  | Il primo appuntamento 「はじめてのデイト」 - hajimete no deito | 11 marzo 1977     |         |
| 23  | Anthony ha vinto come premio al rodeo un vitello il quale finisce per aggirarsi tranquillamente per la casa nel cuore della notte; la zia Elroy spaventata ordina allora subito di portarlo via. Anthony e Candy cercano di trovare un nuovo proprietario al vitello durante la fiera cittadina. Qui incontrano il padre adottivo di Tom che prende con sé volentieri il vitello, arrivando a pagarli profumatamente. I due decidono di spendere i soldi alle giostre ma, dal momento che sono i primi clienti, possono andarci gratis; scelgono allora di andar a mangiare in trattoria ma il proprietario, riconosciuto in Anthony uno dei vincitori del rodeo, li fa pranzare gratis. Ancora un po' stupiti per la difficoltà che trovano nello spendere i soldi guadagnati, scelgono di andare a far visita al capannone degli indovini dove leggono il futuro. La chiromante fa loro le carte e predice per Candy un futuro radiuoso e felice, pieno d'amore; ma purtroppo davanti ad Anthony esce la carta numero 13 dei tarocchi, quella indicante la morte. Candy rimane sconvolta ma Anthony la rassicura dicendole che non è più un bambino per credere a queste cose. I due concludono la gita salendo sul campanile della chiesa durante il tramonto per godersi il meraviglioso panorama. Anthony e Candy avanzano due monete, che vogliono conservare come ricordo della bella giornata trascorsa assieme. |                   |         |
| 24  | Il mio Anthony 「私のアンソニー」 - watashi no ansoni | 18 marzo 1977     |         |
| 24  | L'episodio della cartomante si è profondamente impresso negativamente nel cuore di Candy, la quale incomincia ad avere degli incubi: sogna che tutte le rose del giardino perdono i petali. Dopo essere stati perdonati dalla zia Elroy per aver voluto a tutti i costi fino alla fine fare di testa propria, Candy si convince che le predizioni del futuro son tutte sciocche superstizioni e Anthony si diverte a prenderla simpaticamente in giro. Giunge la stagione dell'annuale caccia alla volpe e a Candy è concesso l'onore di accogliere al traguardo i partecipanti; iniziata la gara Anthony, staccatosi dal gruppo, conduce Candy ad una vicina collinetta che viene subito paragonata dalla ragazza alla collina di Pony. Qui il giovane parla della madre appassionata di cavalli e Candy si convince che è proprio lui il suo vero principe, indipendentemente dall'altro. Anthony sembra aver qualcosa da dirle, ma si trattiene perché vuole attendere fino a quando non visiteranno assieme la collina di Pony; si lasciano con questa solenne promessa. Si è ricordato che da bambino un altro ragazzo che gli assomigliava era spesso assieme alla madre, forse ha risolto il mistero del principe e non vede l'ora di raccontarlo a Candy: una trappola nascosta in mezzo all'erba però imprigiona la zampa del cavallo bianco di Anthony lanciato al galoppo, il quale cade e batte la testa su una pietra. Non si sveglierà mai più. |                   |         |
| 25  | Coraggio Candy 「哀しみを越えて明日へ」 - kanashimi o koete ashita e | 25 marzo 1977     |         |
| 25  | Mentre la famiglia Andrew prepara le esequie per Anthony, Candy viene aggredita da una fortissima febbre che le fa avere dei terribili incubi: il giardino delle rose di Anthony sembra essersi seccato. La zia Elroy è rinchiusa nelle sue stanze sopraffatta dal dolore; ma quando da a Neil il permesso di prendere per sé dalla camera di Anthony tutto quel che desidera Candy interviene cercando di far ragionare l'anziana signora, ma senza molti risultati. Rimane poi inorridita quando vede Iriza col giardiniere dei Legan (Whittman) che si apprestano a sradicare le rose: l'argomentazione di Candy che spiega che lo spirito di Anthony tornerà tra loro quando le rose rifioriranno induce tutta la servitù a soffermarsi a riflettere. Se Iriza vuole impossessarsi delle rose, allora se le sradichi da sola, così come Anthony le ha fatte crescere da solo con le sue proprie mani. Mentre vaga ancora disperata per la foresta, cercando di trovare un modo di continuare a vivere anche col dolore che l'attanaglia e i dolcissimi ricordi che tornano costantemente alla memoria, Annie su suggerimento del padre va a farle visita. L'amica incoraggia Candy ed assieme vanno a trovare Suor Maria e Miss Pony all'orfanotrofio: qui scoprono che una delle rose facilmente si può trapiantare e farla attecchire. |                   |         |
| 26  | Papà albero sa tutto 「お父さんの木は知っている」 - otōsan no ki ha shitteiru | 8 aprile 1977     |         |
| 26  | Candy rimane alla casa di Pony, abbattuta dalla sofferenza per la morte di Anthony ma Jimmy, uno dei nuovi orfani, mostra tutta la sua insofferenza nei confronti di quella piagnona, ed un po' prepotentemente incomincia a prenderla in giro. Quando nota che Suor Maria e Miss Pony stanno risparmiando per cercar di acquistare dei regali di natale per i bambini, Candy improvvisamente si rende conto di quanto abbia fino ad allora trascurato i bambini dell'orfanotrofio. Cerca così di tornar un po' alla volta alla vita. Una notte si accorge che Jimmy non è nel suo letto, esce allora di corsa a cercarlo e lo trova ai piedi del grande albero sulla collina che piange disperato chiamando la madre perduta da poco; ma appena si vede scoperto reagisce duramente. Sfida così Candy ad una gara che dovrà decidere chi fra loro due deve considerarsi il capo degli orfani: vincerà chi riesce ad arrampicarsi più velocemente fino alla cima del grande albero. Gara che Candy riesce ad aggiudicarsi. Nel frattempo il padre di Anthony, ancora distrutto per la perdita prematura del figlio chiede ad Archie e Stear di raccoglier tutte le sue cose e consegnarle a Candy, esprimendo infine il desiderio di poter riuscire un giorno ad incontrarla. |                   |         |
| 27  | Un dono degli angeli 「天使のプレゼント」 - tenshi no purezento | 15 aprile 1977    |         |
| 27  | Siamo vicini alle festività natalizie e giunge senza preavviso la notizia che il legittimo proprietario del terreno su cui sorge l'orfanotrofio ha intenzione di sfrattarli perché vuole utilizzare la zona come pascolo per il bestiame. Candy e Jimmy si recano di persona a parlare con l'uomo e, incontrato un giardiniere, gli chiedono dove possono trovarlo. Qui Candy però si lancia in uno sfogo contro il proprietario, un certo Signor Cartwright, accusandolo d'avarizia e crudeltà, non sapendo che quello che hanno scambiato per un giardiniere è in realtà proprio il padrone. A questo punto Candy teme il peggio per la casa di Pony; in un ultimo tentativo di ammorbidire il suo cuore porta gli orfani a casa sua abbigliati da angeli, ognuno dei quali poi deve dargli un bacio core regalo di Natale. Ovviamente, neanche il più duro e spietato dei cowboy è in grado di resistere a tanta candida innocenza. |                   |         |
| 28  | Il dolore di Candy 「深すぎる心の傷あと」 - fukasugiru kokoro no kizu no ato | 29 aprile 1977    |         |
| 28  | Miss Pony e Suor Maria s'interrogano sul silenzio degli Andrew e su che cosa questo possa significare per il futuro di Candy. Quando la ragazza viene a sapere che il Signor Cartwright vorrebbe prenderla con sé, ne rimane in un primo momento tentata; poi però si rende conto che ciò significherebbe un palese tradimento nei confronti degli Andrew. Col carro del Signor Cartwright intanto conduce gli orfani in visita al ranch di Tom che li ha invitati; nei pressi vede nuovamente Stear e Archie e per tutti e tre l'incontro è un'esplosione di forti emozioni condivise, ricordi intrisi d'amore e dolore. Quando Tom cerca di intrattenere i bambini con una gara di rodeo a Candy non può non tornar in mente Anthony. La ferita che sembrava appena rimarginata si apre nuovamente con gran sofferenza per Candy, la quale si allontana all'interno del bosco. Qui appare Albert che le dice che ha già pianto anche troppo; è invece giunto il momento per lei di scegliere definitivamente quale destino vuole avere, quale strada nella vita abbia deciso di intraprendere. Candy torna per la fine del rodeo e partecipa alle danze, e qui Stear ed Archie la informano che stanno per trasferirsi a Londra in collegio per studiare. Candy medita su ciò che vuol fare e realizza infine che il proprio destino è quello di prendersi cura degli orfani della casa di Pony. |                   |         |
| 29  | Una partenza piena di speranza 「希望への船出」 - kibō eno funade | 6 maggio 1977     |         |
| 29  | Dopo un primo momento di esitazione, Miss Pony e Suor Maria danno il loro consenso affinché Candy divenga una istitutrice dell'orfanotrofio. Ma un giorno al ritorno da una gita con tutti i bambini nota davanti alla porta d'ingresso della casa di Pony un'automobile con lo stemma degli Andrew: pensa che siano Archie e Stear venuti a salutarla prima della partenza. Si tratta invece di George, uomo di fiducia degli Andrew, che è venuto a prendere Candy. Anche per lei è stato difatti deciso il trasferimento a Londra; Miss Pony e Suor Maria concordano subito che questa è decisamente la scelta migliore per Candy, lei stessa deve difatti esser istruita prima di potere far l'istitutrice. Jimmy, che s'è profondamente affezionato alla ragazza, fugge via sconvolto sotto un fortissimo temporale, il che gli fa venire la febbre alta. Candy, ancora scossa dalla piega che han preso gli eventi, dopo un'attenta riflessione accetta infine di partire per Londra, anche se ciò fa dire a Jimmy che la odierà per sempre per non aver voluto mantener la promessa di stargli vicino facendogli da madre. |                   |         |
| 30  | Una lunga traversata 「愛は荒波を越えて」 - ai ha aranami o koete | 13 maggio 1977    |         |
| 30  | Questa traversata atlantica è l'ultimo viaggio in nave del capitano Wolts prima del tanto sudato pensionamento: tutto sembra procedere tranquillamente fino a quando non intercettano un segnale di SOS proveniente da un peschereccio che si è capovolto. Il capitano ordina subito di virare dalla rotta preordinata per andar prontamente in suo soccorso, ma un ricco uomo d'affari imbarcato si oppone in quanto rischia così di perder un importante contratto che lo attende a Londra. Egli minaccia quindi il capitano di licenziarlo per insubordinazione e invia un telegramma in tal senso alla società proprietaria della nave; intanto, giunti in prossimità del relitto, si riesce a portar soccorso e salvar tutti i naufraghi. Poi il capitano inizia ad imballar le sue cose in previsione della sua cacciata; Candy viene a sapere che suo figlio è morto anni prima annegato in mare quand'era ancora solo un semplice marinaio. Allora indignata si precipita a dire il fatto suo a quel ricco insensibile, il Signor Standford, difendendo a spada tratta la scelta dell'anziano capitano d'andar a portar aiuto ai naufraghi dispersi. Profondamente scosso dalle semplici verità che Candy ha avuto il coraggio di gridargli in faccia, si pente della sua azione meschina ed organizza una festa d'addio per il capitano. Leggermente ubriaca, in quanto non abituata a bere champagne, Candy si dirige la sera tardi verso il ponte ove la fitta nebbia da poco calata cela quella che sembra un'ombra appoggiata al parapetto che guarda verso il mare aperto. Per un attimo Candy crede che gli sia apparso davanti il fantasma di Anthony. |                   |         |
| 31  | Candy a Londra 「古い都の新しい日」 - furui miyako no atarashii hi | 20 maggio 1977    |         |
| 31  | Candy si avvicina un po' timorosa a quel giovane che sta piangendo aggrappato al parapetto dell'imbarcazione: è il figlio del duca di Grandchester. Disturbato dalla presenza inopportuna della ragazza la deride chiamandola "signorina tutte lentiggini", prima di abbandonare il ponte. Al porto di Southampton viene accolta da Stear e Archie e dal signor George che li accompagna. Poiché nella scuola in cui s'apprestano ad andare il severo regolamento vieta l'introduzione di animali, George vorrebbe dare Klin allo zoo. Stear ha però l'idea brillante che Klint potrebbe fingere di esser un collo di pelliccia indossato da Candy. Dopo un giro turistico per le vie del centro di Londra, Candy propone d andare a far visita allo zio William, che nessuno di loro tre ha ancora mai veduto. All'Hotel dove risiede incontrano invece il ragazzo insolente che Candy ha conosciuto a bordo della nave, si chiama Terence e consegna ai tre una lettera dello zio William che li informa d'esser dovuto tornare urgentemente negli Stati Uniti: consiglia Candy di studiare con passione per poter presto diventar una vera signorina della buona società. Conclude con la promessa che un giorno riusciranno finalmente ad incontrarsi. Giunti alla Saint Paul School, Candy apprende che la direttrice è rimasta in attesa del suo arrivo per ben tre ore: come inizio ciò non fa davvero ben sperare. |                   |         |
| 32  | Un'altra collina di Pony 「牢の中のポニーの丘」 - rō no naka no poni no oka | 27 maggio 1977    |         |
| 32  | Nell'ufficio della presidenza Suor Grey mette Candy in punizione per il suo ritardo. In seguito Suor Margareth scopre l'inganno di Klint che si fingeva morto; ciò lo fa fuggire nel bosco ove si rifugia su di un gigantesco albero del tutto simile a quello della collina di Pony. Candy intanto conosce quella che sarà la sua vicina di stanza, Patricia (detta Patty) O'Brien, una ragazza con gli occhiali molto intelligente che conduce la nuova amica in un tour guidato della scuola. Ma ecco che improvvisamente compare Iriza, la quale accusa Candy d'esser l'assassina di Anthony, nonché la sua ex serva proveniente dalla casa degli orfani: Patty crede in un primo momento ad Iriza e comincia ad evitare Candy. Il primo giorno di scuola il discorso d'insediamento è affidato proprio a Terence, anche lui studente dell'accademia: Candy sembra trovarsi in gran difficoltà, abbandonata da Patty e senza alcuna guida. |                   |         |
| 33  | Una strana allieva 「しわのある新入生」 - shiwa no aru shinnyūsei | 3 giugno 1977     |         |
| 33  | Terence fa irruzione ubriaco nel dormitorio femminile e rompe il vetro d'una delle finestre, per la somma preoccupazione di Suor Margater. La nonna di Patty, Martha, è intanto andata a far visita alla nipotina ma per errore viene condotta da Terence nella stanza di Candy; la ragazza allora le indica la porta esatta. La vecchia signora vuole rimanere qualche giorno ma Patty non può ospitarla ed ha timore di andar contro i regolamenti, va così ad abitare di nascosto assieme a Candy. La signora Martha in cambio dell'aiuto offertole, suona per Candy il violino; ma Iriza si insospettisce di quella strana musica e comincia ad indagare. Candy finge d'esser lei a suonare così bene il violino, mentre si tratta invece di Martha celata dietro una tenda.. Ma la perfida Iriza non si lascia ingannare e strappa via la tende, per trovarvi dietro Patty con un violino in mano, che s'era sostituita prontamente alla nonna.A causa di quest'avventura vissuta assieme e per merito della nonna, le due ragazze fanno finalmente amicizia. |                   |         |
| 34  | La lettera di Pony 「裏がえしの封筒」 - uragaeshi no fūtō | 10 giugno 1977    |         |
| 34  | Quando il tentativo di Iriza di diffamare Candy rivelando a tutti una lettera proveniente dalla casa di Pony, fallisce ed il disprezzo che voleva scatenare gli si ritorce contro, costringe Neal ad attirarla in mezzo alla foresta cosicché due individui da lei assoldati possano molestarla. Interviene però Terence prendendo a pugni e colpi di frusta gli aggressori provocandone l'immediata fuga; respinge subito dopo i ringraziamenti di Candy ed anzi inizia a prenderla in giro, rendendosi così sempre più antipatico agli occhi di lei. Il pensiero di quello strano ragazzo però inizia ad affacciarsi sempre più di frequente alla mente della giovinetta. Patty poi consegna all'amica un messaggio in codice da parte di Archie il quale la invita ad una cioccolata notturna nella propria stanza e per mostrargli l'ultima invenzione di Stear. Candy viene così a sapere due cose: che ad Archie Terence non piace proprio per nulla, hanno già fatto anzi a pugni, e che l'amico scrive regolarmente ad Annie e che anzi la ragazza giungerà presto anche lei a frequentare la loro stessa scuola. Candy dovrà continuare a fingere di non aver mai conosciuto prima Annie. |                   |         |
| 35  | Una bellissima domenica 「すてきな日曜日」 - sutekina nichiyōbi | 17 giugno 1977    |         |
| 35  | Il giorno di libertà per tutti gli allievi della scuola è la domenica. Candy riceve l'invito del signor Brighton, padre adottivo di Annie. All'ippodromo incontra anche Terence che si dimostra più accondiscente del solito. Anche Annie entrerà nella scuola con lei. |                   |         |
| 36  | Annie torna a sorridere 「よみがえった微笑み」 - yomigaetta hohoemi | 24 giugno 1977    |         |
| 36  | L'affetto che Archie nutre per Candy rende triste Annie che vorrebbe maggiori attenzioni. Tuttavia, appena si scopre che anche lei viene dalla Casa di Pony, l'amicizia tra loro si rinsalda. |                   |         |
| 37  | Un incontro inatteso 「ふしぎなめぐり逢い」 - fushigi na meguri ai | 1º luglio 1977    |         |
| 37  | In piena notte, Candy riceve l'inattesa visita di Terence ferito per aver avuto uno scontro in città. Per procurargli le medicine, la ragazza deve andare in città violando le regole dell'Istituto, ma qui trova Albert, finito anche lui a Londra con i suoi animali. |                   |         |
| 38  | Il segreto di Terence 「テリュースの秘密」 - teryusu no himitsu | 8 luglio 1977     |         |
| 38  | Entrata per errore nella camera di Terence, Candy scopre che il ragazzo suo amico è figlio dell'attrice Eleanor Baker, celebre a Londra. La relazione, però, ignota ai più, costringe la donna a tenere segreto suo figlio e così anche Candy dovrà rispettare la promessa fatta all'amico. |                   |         |
| 39  | Il tesoro di Patty 「怒りをかった宝物」 - ikari o katta takaramono | 15 luglio 1977    |         |
| 39  | A maggio la Saint-Paul School tiene una festa cui partecipano da reginette, tutte le allieve nate a maggio. Purtroppo, però, Candy non potrà partecipare alla festa per il divieto di suor Grey, che la giovane allieva ha insultato dopo che la rettrice ha imposto a Patty di liberarsi della sua innocua tartaruga. |                   |         |
| 40  | È facile uscire di prigione 「反省室は出入り自由」 - hansei shitsu ha deiri jiyū | 22 luglio 1977    |         |
| 40  | Candy per puro caso fa cadere la finestra della piccola stanza trasformata in prigione. Così riesce a portare Evelyn, la tartaruga di Patty allo zoo, da Albert che vede Terence frequentemente. Nella circostanza svela al suo cinico amico il suo vissuto con Anthony per poi fare ritorno alla sua prigione. |                   |         |
| 41  | La festa di maggio 「学園祭の妖精」 - gakuensai no yōsei | 29 luglio 1977    |         |
| 41  | Pur di non mancare alla festa, Candy escogita un sistema per partecipare travestendosi con abiti regalati dal signor William. Il travestimento viene scoperto da Iriza che fa il possibile per rivelare il piano alla direttrice. I suoi perfidi piani vengono sventati dall'intervento provvidenziale di Terence. |                   |         |
| 42  | Un pic-nic a mezzanotte 「真夜中のピクニック」 - mayonaka no pikunikku | 12 agosto 1977    |         |
| 42  | Per visitare Archie in prigione dopo una lite con Terence, Candy e Annie decidono di portargli un cesto di frutta. Scoperte da Suor Grey, Candy viene punita con la privazione delle vacanze. Anche in questo caso Terence riesce a toglierla dai guai. |                   |         |
| 43  | Scuola estiva sul lago 「湖畔のサマースクール」 - kohan no samasukuru | 19 agosto 1977    |         |
| 43  | Finita la scuola, alcune delle allieve, tra cui Candy, Annie e Patty, si trasferiscono nella sede estiva della scuola. Qui Terence ha un castello vicino al lago e Candy scopre che le è stata detta una bugìa sulle origini del ragazzo. |                   |         |
| 44  | I vincoli del sangue 「母と子の絆」 - haha to ko no kizuna | 26 agosto 1977    |         |
| 44  | Nonostante le sue intenzioni, Terence si riappacifica con la madre. Candy gli fa comprendere il valore del rapporto filiale e lui, in cambio, la convince che non può vivere nel ricordo dell'uomo che ha perduto. Durante la giornata Candy chiacchiera con Annie e Patty, ma ad un certo punto appare Terence che le vuole parlare in privato. Terence fa salire Candy sul suo cavallo, ma lei ha paura e il rumore degli zoccoli le riporta vivido il ricordo del cavallo di Anthony. Disperata chiede di scendere, ma lui fa di tutto per costringerla a sfogare il suo dolore riducendola in lacrime, fino a farle gridare forte il nome dell'amato Anthony. Terence vuole convincere Candy a dimenticare Anthony, ricordandole che è morto per essere caduto da cavallo e aver battuto violentemente la testa, e che non potrà mai più tornare in vita. Alla fine Candy cerca di rassegnarsi alla realtà e di dimenticare il passato, per poter guardare al presente e anche al futuro. |                   |         |
| 45  | La festa di Iriza 「二人でホワイトパーティー」 - futari de howaitopatei | 2 settembre 1977  |         |
| 45  | Dopo essere stata salvata da una caduta in acqua, Iriza approfitta per invitare Terence a casa propria, dove spera di essere al centro delle attenzioni. Purtroppo per lei, però, Candy ha già catalizzato le attenzioni del ragazzo e passa la serata con lui. |                   |         |
| 46  | L'estate è finita 「夏のおわりのときめき」 - natsu no owari no tokimeki | 9 settembre 1977  |         |
| 46  | Per indurli a rappacificarsi, Candy organizza un incontro da Terence per riparare il biplano del padre. Stear con la sua ingegnosità riesce nell'intento e per festeggiare Terence invita Candy ad una passeggiata. Infine, di sua iniziativa, le dà un bacio, che lei dimostra di non gradire affatto. |                   |         |
| 47  | La diabolica trappola di Iriza 「イライザの黒い罠」 - iraiza no kuroi wana | 16 settembre 1977 |         |
| 47  | La vendetta di Iriza per le mancate attenzioni di Terence non si fa attendere: combinando un incontro notturno tra lui e Candy, riesce a far credere ad una relazione clandestina tra i due e a far espellere la rivale dalla scuola. |                   |         |
| 48  | Fra quattro gelide pareti 「冷たく厚い壁の中で」 - tsumetaku atsui kabe no naka de | 23 settembre 1977 |         |
| 48  | La punizione inflitta a Candy è sproporzionata rispetto a quella data a Terence. La cosa non sfugge al ragazzo, che chiede la revoca dell'espulsione. Suor Grey rifiuta di riammetterla, così Terence decide di investire della decisione il padre, il duca di Granchester. |                   |         |
| 49  | La grande decisione di Terence 「テリュースの決意」 - teryusu no ketsui | 30 settembre 1977 |         |
| 49  | Terence cerca l'intercessione del padre nella sgradevole vicenda che ha coinvolto la piccola amica. Tuttavia, il padre gli rifiuta il proprio sostegno e lascia solo il figlio. Terence, per nulla scoraggiato, decide di sostituirsi nella punizione inflitta alla ragazza e si auto-espelle dall'Istituto. La decisione lascia stupefatti gli allievi, ma Candy ha compreso di amarlo con tutta se stessa. |                   |         |
| 50  | Candy lascia il collegio 「朝もやの中の旅立ち」 - asamoya no naka no tabidachi | 7 ottobre 1977    |         |
| 50  | Saputo dell'abbandono della scuola, il padre di Terence minaccia la direttrice di revocare gli aiuti vitali per l'Istituto. Candy, interpellata per il rapporto con il ragazzo, intercede per la scuola che può sperare negli aiuti finanziari del Duca. Tutto questo non dissuade Candy da una scelta definitiva: lasciare il collegio e rinunciare al nome degli Andrew in nome della libertà personale. |                   |         |
| 51  | La lunga strada verso il porto 「港への遠い道」 - minato eno tooi michi | 14 ottobre 1977   |         |
| 51  | La fuga dal collegio viene scoperta troppo tardi. Gli amici di Candy vanno alla sua ricerca invano. La ragazza ha trovato amici nel vecchio Arnold e in una ristoratrice che la ospita in cambio di una giornata di lavoro. Infine riprende il viaggio verso Southampton. |                   |         |
| 52  | La famiglia Carson 「馬小屋で見る星」 - umagoya de miru hoshi | 21 ottobre 1977   |         |
| 52  | Per sfuggire dalle grinfie di un malvagio venditore di bambini, Candy si imbatte in un burbero contadino che le impone di abbandonare la casa alla quale giunge nascosta nel fieno del suo carro. Solo l'aiuto dei figli riuscirà a rendere meno ostile la permanenza della ragazza presso di loro. |                   |         |
| 53  | L'alba al monte Rodnay 「マウント・ロドニの夜明け」 - maunto rodoni no yoake | 28 ottobre 1977   |         |
| 53  | La piccola Susy ha preso il morbillo, ma il medico si rifiuta di visitarla perché è stato già maltrattato dal signor Carson in occasione della morte della moglie. Così, armata di buona volontà e di altruismo, Candy decide di curarla con i mezzi che ricorda dalla Casa di Pony. Ma una volta guarita, per evitare di far soffrire i piccoli fratelli della bimba, Candy lascia la famiglia e si rimette in cammino per il porto dove si imbarcherà. |                   |         |
| 54  | Il porto di Southampton 「夜霧のサザンプトン港」 - yogiri no sazanputon minato | 4 novembre 1977   |         |
| 54  | Arrivata al Porto, Candy si mette alla ricerca del signor Juskin, amico di vecchia data del signor Carson. Il rozzo comandante di un vascello malridotto, si sforza di aiutarla ad imbarcarsi, ma l'unica soluzione che trova per la ragazza, priva di denaro per pagare il viaggio, è inserirla clandestinamente in una cassa della nave Sea Gull, utilizzata per il trasporto di merci. |                   |         |
| 55  | I due clandestini 「ふたりの密航者」 - futarino mikkōsha | 11 novembre 1977  |         |
| 55  | La clandestinità di Candy e quella dell'amico Kuky resistono ben poco. Il personale di bordo viene a sapere quasi per caso della loro presenza e il Comandante decide di farli rientrare in Inghilterra. Candy spera in un evento provvidenziale il mattino successivo. |                   |         |
| 56  | La tempesta 「嵐の海の彼方に」 - arashi no umi no kanata ni | 18 novembre 1977  |         |
| 56  | Mentre stanno per essere trasferiti su una nave che viaggia nella direzione opposta, Candy e Kuky devono rientrare per l'allarme tempesta che costringe il Comandante ad allertare tutto l'equipaggio. Alla fine della tempesta Candy, che si è resa utile medicando i marinai feriti rivede l'America all'orizzonte. |                   |         |
| 57  | Sandra 「港の見える窓」 - minato no mieru mado | 25 novembre 1977  |         |
| 57  | Candy sbarca in America e qui fa la conoscenza di Sandra, la figlia del Comandante della nave. La ragazza si dimostra ostile e aggressiva verso i due clandestini che hanno catturato l'attenzione del padre. Solo Candy riesce ad avvicinare due persone che la lontananza ha impedito di dimostrarsi reciprocamente affetto. |                   |         |
| 58  | Candy torna alla casa di Pony 「銀世界の故郷」 - ginsekai no kokyō | 2 dicembre 1977   |         |
| 58  | Candy finisce la sua lunga attesa e arriva alla Casa di Pony dove Jimmy l'avvisa che è passato Terence per vedere i luoghi che lei gli ha descritto. L'unico rammarico che rimane vivo è di essere arrivata tardi e non sapere dove lui sia. |                   |         |
| 59  | Un'insegnante poco severa 「おてんば一日先生」 - otenba ichinichi sensei | 9 dicembre 1977   |         |
| 59  | Incaricata di tenere i bambini dell'orfanotrofio per una mattinata, Candy decide di far partecipare ai giochi anche Daisy, bambina malata di emofilia. Arrampicandosi sull'albero con gli altri, la piccola rischia di aggravare la sua condizione. Fortunatamente il medico garantisce la salvezza della piccola, ma Daisy ha assaporato la gioia della fiducia in se stessa. |                   |         |
| 60  | Jimmy se ne va 「心に響くたくましい足音」 - kokoro ni hibiku takumashii ashioto | 16 dicembre 1977  |         |
| 60  | Il signor Cartwright cerca l'adozione di un bambino. Anni prima Candy aveva rifiutato di vivere con lui per restare nella sua Casa di Pony, ora tocca a Jimmy prendere una decisione. Dopo i primi tentennamenti il ragazzo decide di occuparsi dell'uomo che considera un vero padre. |                   |         |
| 61  | La grande decisione 「うぶ声は銀嶺にこだまして」 - ubugoe ha ginrei ni kodamashite | 23 dicembre 1977  |         |
| 61  | Su invito del dottor Lenar, medico del villaggio, Candy passa la giornata ad assisterlo come infermiera. Il medico è entusiasta del suo operato e la ragazza decide di intraprendere la carriera di infermiera. Miss Pony le trova una scuola dove imparare e formarsi: la Mary Jane. |                   |         |
| 62  | Verso una nuova vita 「新しい道への汽笛」 - atarashii michi eno kiteki | 30 dicembre 1977  |         |
| 62  | Arriva la tanto sospirata risposta della scuola Mary Jane: Candy può partire per la nuova bita che l'attende; stavolta dovrà rinunciare anche al piccolo Clean, il procione che le ha tenuto compagnia ovunque andasse. |                   |         |
| 63  | Uno strano esame 「町で会ったお婆ちゃん」 - machi de atta obaachan | 6 gennaio 1978    |         |
| 63  | La direttrice della scuola si finge un'anziana passante per mettere alla prova le qualità umane di Candy. L'esame sembra curioso ma è efficace e la ragazza lo supera brillantemente. La collega Flanny le si dimostra piuttosto fredda ed imperturbabile, ma le offre la sua disponibilità alla scuola. |                   |         |
| 64  | Un'infermiera sbadatella 「白衣の天使はオッチョコチョイ」 - hakui no tenshi ha occhokochoi | 13 gennaio 1978   |         |
| 64  | I primi giorni di scuola sono impegnativi, Candy ha a che fare con persone molto diverse da lei. Deve imparare molto e velocemente e deve conoscere il carattere dei pazienti per assicurare una cura adatta. |                   |         |
| 65  | Un'allegra infermiera 「笑顔で看護」 - egao de kango | 20 gennaio 1978   |         |
| 65  | Nonostante le prime difficoltà, Candy riesce a farsi benvolere anche dai pazienti più irritanti ed esigenti. L'occasione che attendeva però le si presenta quando viene a sapere che all'ospedale tra i pazienti c'è il suo zio William. Così riesce a farsi trasferire nel reparto dove viene curato il suo benefattore. |                   |         |
| 66  | Lo zio William 「夢の大おじさま」 - yume no oojisama | 27 gennaio 1978   |         |
| 66  | Il paziente ricoverato all'Ospedale Saint Joseph non è William Andrew ma William Mc Gregor. L'impatto con il paziente è disastroso: Candy ci litiga perché l'uomo odia gli Andrew. Così viene sollevata dall'incarico, ma poco dopo è proprio il paziente a richiederne l'assistenza, con sorpresa della direttrice e del dottor Frank. |                   |         |
| 67  | Chi è Mina? 「その人はどこに」 - sono hito ha dokoni | 3 febbraio 1978   |         |
| 67  | Il signor Mc Gregor rischia di morire. Candy si accorge che egli invoca una Mina e si preoccupa di reperirla per trovare una speranza di guarigione. La direttrice intuisce che la sua è una strategia corretta e l'autorizza a cercare questa misteriosa Mina: il cane del paziente. |                   |         |
| 68  | Quando i fiori appassiscono 「春に散る花」 - haru ni chiru hana | 10 febbraio 1978  |         |
| 68  | La lunga ricerca di Candy finisce: il cane del signor Mc Gregor riesce a risvegliare il suo padrone, ma la gioia di averlo portato dura molto poco. Dopo aver promesso di prenderla come segretaria, l'anziano paziente si spegne, con la sua infermiera preferita che ne piange la scomparsa. |                   |         |
| 69  | Ricordo di una rosa 「想い出の白いバラ」 - omoide no shiroi bara | 17 febbraio 1978  |         |
| 69  | Con la morte del signor Mc Gregor, Candy riceve il permesso per una vacanza alla Casa di Pony. Con sé decide di portare anche Mina ormai rimasta orfana del suo amato padrone. |                   |         |
| 70  | Il segreto di Tom 「かわいい花嫁さん」 - kawaii hanayome san | 24 febbraio 1978  |         |
| 70  | Miss Pony riceve l'invito del padre di Tom al fidanzamento del ragazzo. Il problema è che Tom non vuole la piccola Diana perché troppo piccola. Dietro il piano del padre, si nasconde il suo precario stato di salute. Candy convince l'uomo a farsi visitare. |                   |         |
| 71  | Un marinaio in collina 「丘の上のマドロスさん」 - oka no ueno madorosu san | 3 marzo 1978      |         |
| 71  | Nel tentativo di fuggire ai suoi colleghi marinai, Kuky si rifugia alla Casa di Pony e racconta di essere maltrattato dai marinai. In realtà la sua condotta è scorretta, perché mette in pericolo gli altri uomini. Così Candy dovrà convincere l'amico ad affrontare le difficoltà della vita in nave. |                   |         |
| 72  | Un paziente speciale 「特別室の少女」 - tokubetsushitsu no shōjo | 10 marzo 1978     |         |
| 72  | Tornata al lavoro in ospedale, Candy si imbatte in una bambina prodigio che ha forti dolori addominali. La causa è il fare troppo oppressivo della madre che si ostina a imporle lezioni di piano senza che la figlia possa scegliere il meglio che sente. Candy arriva alla soluzione prima del medico. |                   |         |
| 73  | Scoppia la guerra 「テリュースのうわさ」 - teryusu nōwasa | 17 marzo 1978     |         |
| 73  | Mentre lavora in ospedale, Candy apprende che in Europa è scoppiata la guerra che potrebbe coinvolgere anche gli Stati Uniti. In vista di tale eventualità, la direttrice decide di trasferire una parte del personale a Chicago, dove ha sede la scuola che prepara gli infermieri agli interventi chirurgici. Candy nel frattempo legge che Terence è a Broadway, diventato una stella del teatro. |                   |         |
| 74  | Una grande città: Chicago 「大都会の病院へ」 - daitokai no byōin he | 24 marzo 1978     |         |
| 74  | Dal Sanit-Joseph le cinque allieve si trasferiscono al Santa Joanna a Chicago. Il lavoro inizia immediatamente e si preannuncia faticoso. |                   |         |
| 75  | A casa Andrew 「大おじさまの館」 - ooo jisamano kan | 31 marzo 1978     |         |
| 75  | Libere per qualche ora, le cinque allieve si concedono un giro per la nuova città. Candy rivede i suoi amici dopo mesi di lontananza ma le sue colleghe la lasciano dopo aver saputo che è adottata da una famiglia facoltosa e che la sua scelta potrebbe essere un capriccio. |                   |         |
| 76  | La piccola casa sull'albero 「思い出を呼ぶ小さな家」 - omoide wo yobu chiisa na ie | 7 aprile 1978     |         |
| 76  | Candy ed Annie devono fare i conti con la perfidia dei Legan che le vorrebbero fuori dalla tenuta della famiglia. Per ovviare alla situazione decidono di passare nella piccola casa sull'albero la notte. |                   |         |
| 77  | Michael 「危険なガーデンパーティ」 - kiken na gadenpatei | 14 aprile 1978    |         |
| 77  | Iriza, pur di raggiungere i suoi obiettivi, indice un ricevimento per salutare i suoi amici. Per l'occasione, Neal chiude Candy nella stanza in cima alla torre della tenuta. Solo Michael, un medico militare ospite, corre incontro alla ragazza per aiutarla a scendere dalla prigione nella quale è chiusa. |                   |         |
| 78  | L'armonica di Terence 「テリュースのメロディ」 - teryusu no merodei | 28 aprile 1978    |         |
| 78  | Al lavoro Candy si ritrova le colleghe contrariate per aver passato le vacanze fuori dall'ospedale. In più sa anche che Terence si esibirà a Chicago che però non potrà vedere, perché avrò il turno di notte. Solo l'amica Nathalie le risolve l'inconveniente, sostituendola. |                   |         |
| 79  | Dietro i riflettori 「スポットライトの陰で」 - supottoraito no in de | 5 maggio 1978     |         |
| 79  | Candy riesca ad entrare in teatro grazie all'intervento di Stear e Archie, ma non può vedere l'intero spettacolo per l'intervento di Iriza. Nemmeno all'uscita dell'attore le riesce di incrociarlo: tuttavia un fazzoletto lascia la traccia della presenza di Candy in città e Terence va a cercarla. |                   |         |
| 80  | Un breve incontro 「つかのまの再会」 - tsukanomano saikai | 12 maggio 1978    |         |
| 80  | La smania di incontrarsi induce l'uno ad andare incontro all'altra, ma così facendo Candy non riesce a vedere il ragazzo, in partenza da Chicago. Un treno porta lontano Terence, che può solo salutare la ragazza che rincorre il treno in viaggio. |                   |         |
| 81  | Un incidente 「顔のないテリュース」 - kao nonai teryusu | 19 maggio 1978    |         |
| 81  | In ospedale arriva un giovane che si spaccia per Terence. In realtà è solo l'amico Charlie in fuga dalla polizia dopo essere fuggito di prigione. Iriza, accorsa per curare l'uomo che cerca, si accorge dell'inganno e denuncia il giovane. Lui torna in carcere, a lei vengono chieste le dimissioni, per evitare dicerie sulla fama del personale ospedaliero. Candy rifiuta. |                   |         |
| 82  | Charlie 「心に咲く花」 - kokoro ni saku hana | 26 maggio 1978    |         |
| 82  | Iriza presenta a Candy la fattura per l'assistenza ospedaliera al falso Terence. Pur di non vederla recapitare alla Casa di Pony, Candy cerca il denaro necessario. Charlie viene trasferito e il denaro necessario arriva da Terence che lo spedisce in assegno. |                   |         |
| 83  | Un fantasma gioca a carte 「トランプをする幽霊」 - toranpu wosuru yūrei | 2 giugno 1978     |         |
| 83  | Una visita notturna scuote la nottata di Candy. È Tony, un ragazzo che gioca a carte e vince guadagnando qualcosa per la madre malata. Il ragazzo ha lo stesso nome di un bambino deceduto poco tempo prima per polmonite e per questo la sua presenza apparentemente misteriosa sembra avvolta dal buio più totale. Candy riesce a far curare la mamma del piccolo giocatore. |                   |         |
| 84  | Una partenza improvvisa 「白衣に忍びよる戦争の影」 - hakui ni shinobi yoru sensō no kage | 16 giugno 1978    |         |
| 84  | Un'infermiera dovrà partire per l'Europa dove in Francia servono persone che soccorrano i militari feriti. Flanny anticipa sul tempo Candy che era pronta a rinunciare a tutti gli amici per la sua missione. Flanny confessa di aver una famiglia difficile alle spalle, questo l'ha resa molto fredda e indifferente ai rapporti umani. |                   |         |
| 85  | La famiglia Hamilton 「愛と憎しみの家族」 - ai to nikushimi no kazoku | 30 giugno 1978    |         |
| 85  | Dopo la partenza della collega e amica Flanny, Candy è incuriosita dalla famiglia della ragazza. Gli Hamilton sono divisi dalla povertà e dall'alcool. Candy cerca di riconciliarli, la madre sembra comprenderne lo spirito generoso. |                   |         |
| 86  | Albert ha perso la memoria 「過去を忘れた人」 - kako wo wasure ta nin | 7 luglio 1978     |         |
| 86  | Direttamente dall'Italia viene portato Albert, sopravvissuto per miracolo ad un terribile incidente ferroviario. Candy se ne accorge e fa il possibile per stargli vicino. Intanto anche Patty è arrivata con gli altri amici per salutare la sua amica dopo aver lasciato la Royal Saint-Paul School. |                   |         |
| 87  | L'esame 「ふたりの試練」 - futarino shiren | 14 luglio 1978    |         |
| 87  | In teatro e in ospedale si tengono esami. Terence affronta la selezione a New York per diventare Romeo, Candy ha la prova per diplomarsi e assistere Albert. |                   |         |
| 88  | Un'infermiera diplomata 「大空にはばたく日」 - oozora nihabataku nichi | 21 luglio 1978    |         |
| 88  | Sia Candy che Terence superano la loro prova. Potrà così occuparsi di Albert tutto il giorno; il regalo di Stear per il titolo raggiunto è un volo su un aereo artigianale. |                   |         |
| 89  | La scomparsa di Albert 「消えたアルバートさん」 - kie ta arubato san | 28 luglio 1978    |         |
| 89  | Tornata all'Ospedale, Candy scopre che Albert è sparito per non creare difficoltà a nessuno. Candy non accetta la fuga e lo ritrova convincendolo a tornare indietro. |                   |         |
| 90  | Una casa a Chicago 「町はずれの小さな城」 - machi hazureno chiisa na shiro | 11 agosto 1978    |         |
| 90  | Candy trova una casa dove abitare, con Albert ed aiutarlo a riacquistare la memoria. Purtroppo il direttore non accetta di avere nel personale una ragazza che convive con un uomo e la deve licenziare. |                   |         |
| 91  | Due cuori lontani 「遠くて近い人」 - tooku te chikai nin | 18 agosto 1978    |         |
| 91  | Le colleghe di Ospedale, saputo che Candy ha perso il posto per aiutare un malato, si schierano per farla licenziare e il direttore dell'Ospedale torna sulle sue decisioni. Intanto, a New York, Susanna, collega di Terence sul palcoscenico, confessa il suo amore per lui. |                   |         |
| 92  | La decisione di Stear 「愛のショック療法」 - ai no shokku ryōhō | 25 agosto 1978    |         |
| 92  | Con grande stupore degli amici, Stear decide di arruolarsi per salvaguardare la pace nel suo Paese. Patty si oppone alla partenza del ragazzo cui è affezionato. Intanto Albert comincia a ricordare il suo incidente. |                   |         |
| 93  | Un simpatico Cupido 「しわのあるキューピット」 - shiwanoaru kyupitto | 1º settembre 1978 |         |
| 93  | La nonna di Patty, Marta, propone di fissare un incontro per far incontrare Candy e Terence. Manda così Patty a New York per parlarne a Terence. Intanto la nonna accusa un malore per i troppi lavori cui si sottopone. Patty torna indietro, e l'incontro tra i due è rinviato. |                   |         |
| 94  | Un viaggio movimentato 「旅の道づれ」 - tabi no michi dure | 8 settembre 1978  |         |
| 94  | Su invito del direttore dell'Ospedale, Candy può andare a New York per assistere allo spettacolo di Terence. Con l'occasione Candy andrà in Florida per consegnare alcuni documenti ad un collega. Il piccolo Gilbert le viene affidato per farlo arrivare a destinazione, ma il ragazzo le sottrae i documenti per vecchi rancori contro il dottor Leonard. Intanto Carrie, una bimba di prima classe, soffre per una peritonite e Candy assiste il medico che deve salvarla. |                   |         |
| 95  | La Florida 「美しいライバル」 - utsukushi i raibaru | 15 settembre 1978 |         |
| 95  | In Florida Candy ha la sorpresa di trovarsi dal medico amico del dottor Leonard in compagnia di Karin, rivale di Susanna. L'attrice la trattiene per sottrarre pubblico alla rivale e non le consente di partire. Intanto a New York un incidente costringe Susanna ad un infortunio per salvare Terence; al suo posto viene chiamata proprio Karin. |                   |         |
| 96  | Preparativi 「片道キップの招待状」 - katamichi kippu no shōtaijō | 22 settembre 1978 |         |
| 96  | Candy può rientrare a Chicago e da lì ripartire per New York, dove assisterà allo spettacolo che aspetta da tempo. Intanto si concede una passeggiata in città con i suoi amici. |                   |         |
| 97  | New York 「夢にまでみた再会」 - yume nimademita saikai | 29 settembre 1978 |         |
| 97  | Arrivata a New York, Candy ritrova Terence, il quale però è combattuto tra il senso di colpa per Susanna e l'affetto per Candy. |                   |         |
| 98  | La sera della prima 「胸さわぐ開会のベル」 - mune sawagu kaikai no beru | 6 ottobre 1978    |         |
| 98  | Candy viene a sapere dell'incidente occorso a Susanna e comprende il motivo della tristezza di Terence. Così decide di parlare con lei per chiarire ogni equivoco. |                   |         |
| 99  | Separazione 「雪の日の別れ」 - yuki no nichi no wakare | 13 ottobre 1978   |         |
| 99  | Giunta in Ospedale, Candy scopre che la ragazza che cerca non è più in camera. Ha lasciato un biglietto per la madre, comunicando la sua intenzione di concludere la sua vita di sofferenza. Candy le impedisce il suicidio, ma decide di rinunciare all'uomo che ama per fare felice Susanna che si è sacrificata per lui. |                   |         |
| 100 | Ritorno a casa 「悲しみのプラットホーム」 - kanashimi no purattohomu | 20 ottobre 1978   |         |
| 100 | Nel rientrare a casa Candy ha un malore in treno e viene portata alla tenuta degli Andrew. Da lì viene scacciata dalla zia Elroy ancora febbricitante. I suoi amici le danno la triste notizia della partenza di Stear per l'Europa, come volontario e la riportano da Albert, il quale nel prendersi cura di lei subisce un incidente automobilistico. |                   |         |
| 101 | Una traccia di memoria 「かすかな記憶の糸」 - kasukana kioku no ito | 27 ottobre 1978   |         |
| 101 | Albert è stato portato dal dottor Martin, il quale gli porta le prime cure. Al risveglio sembra ricordarsi di qualcosa, ma i tempi possono allungarsi molto. Intanto a Candy viene proposto di lavorare in un campo mobile vicino alla ferrovia in costruzione: la ragazza accetta per dimenticare le sofferenze appena subite. |                   |         |
| 102 | Una croce sulla collina di Pony 「ポニーの丘の十字架」 - poni no oka no jūjika | 3 novembre 1978   |         |
| 102 | Nel recarsi al nuovo lavoro, Candy incrocia Tom. Il ragazzo, ormai adulto, la avvisa della cattiva salute di Miss Pony e la ragazza si precipita alla Casa di Pony. Qui apprende che la croce affissa sulla collina è uno scherzo di un bambino ribelle dell'orfanotrofio, Bobby, e che Miss Pony gode di ottima salute. Poi, a fine giornata, decide di ripartire per la ferrovia. |                   |         |
| 103 | Un viaggio pericoloso 「命がけの遠い旅」 - inochi gakeno tooi tabi | 10 novembre 1978  |         |
| 103 | I bambini dell'orfanotrofio sono contrari alla partenza per Greytown, ma Candy deve adempiere ai suoi compiti. Così può iniziare il lungo viaggio verso la ferrovia. Tra macigni e strettoie arriva a destinazione e già il primo caso critico la mette a dura prova. Solo il medico, la dottoressa Kelly, le può dare protezione. |                   |         |
| 104 | Grey Town 「天使のいらない診療所」 - tenshi noiranai shinryōjo | 17 novembre 1978  |         |
| 104 | La dottoressa Kelly si rivela molto più umana rispetto alle apparenze. Così le fa preparare la stessa cena che spetta al medico e le confida ciò che accadde a suo fratello ricercato. Candy dimostra un'abilità e una scaltrezza che colpisce subito la dottoressa. Alla notizia che il fratello ricercato si trova proprio a Chicago, la dottoressa si allontana dal paese e Candy rimane da sola. |                   |         |
| 105 | Arthur 「やさしい逃亡者」 - yasashii tōbōsha | 24 novembre 1978  |         |
| 105 | Le difficoltà con il personale della ferrovia in costruzione sono quotidiane. Per fortuna il fratello della dottoressa arriva al momento giusto per togliere la ragazza dai guai con loro. Intanto Iriza scopre che Candy nasconde il fratello della dottoressa e lo denuncia. |                   |         |
| 106 | Margot 「もうひとりの殺人犯」 - mōhitorino satsujinhan | 1º dicembre 1978  |         |
| 106 | Lo sceriffo si mette sulle tracce di Arthur ma non lo trova per l'intervento dei minatori, che lo aiutano a fuggire. Intanto viene portata in città la cuoca Margot che anni prima per un incidente uccise il marito ubriaco. |                   |         |
| 107 | Due bravi cuochi 「特別メニューは百人前」 - tokubetsu menyu ha hyakunin mae | 8 dicembre 1978   |         |
| 107 | In assenza della signora Margot le due cuoche diventano Belle e Candy. Ma la sorpresa arriva in treno: Annie e Archie si offrono per dare un aiuto in cucina, visto che Candy deve occuparsi di Belle che nel frattempo scappa per la città. |                   |         |
| 108 | Il telegramma 「谷間にとどろく歓声」 - tanima nitodoroku kansei | 15 dicembre 1978  |         |
| 108 | Un telegramma chiede che vengano riportati indietro Annie ed Archie, appartenenti a due famiglie nobili. Intanto Candy deve essere trasferita in Alaska per ordine dei superiori. Archie fa il possibile per evitarlo, dietro ogni piano c'è la perfida Iriza. Intanto la galleria è aperta, Candy può ritornare all'Ospedale. |                   |         |
| 109 | Lacrime di un piccolo cow-boy 「小さなカウボーイの涙」 - chiisa na kauboi no namida | 22 dicembre 1978  |         |
| 109 | Alla Casa di Pony, dove Candy passa prima di tornare a Chicago, Jimmy ha deciso di arruolarsi, per dimostrare il suo coraggio. Solo Candy trova i mezzi per convincerlo a rinunciare ai suoi desideri. |                   |         |
| 110 | Neal 「迷惑な恋」 - meiwaku na koi | 29 dicembre 1978  |         |
| 110 | Inaspettatamente Neal chiede a Candy di uscire con lui, ma Candy si rifiuta. La sorella, Iriza, per evitare che il fratello crei uno scandalo per il suo interessamento, convince la madre a far licenziare Candy. Il dottor Leonard è costretto ad obbedire. |                   |         |
| 111 | Albert riacquista la memoria 「よみがえった遠い日々」 - yomigaetta tooi hibi | 5 gennaio 1979    |         |
| 111 | Nonostante il licenziamento, Candy non perde le speranze di lavorare. Il dottor Martin la prende con sé nella Clinica della Felicità. Intanto Albert comincia a ricordare tutto. Poi un evento inatteso: qualcuno l'avvisa che Terence la sta aspettando. |                   |         |
| 112 | Il tranello 「それぞれの愛の行方」 - sorezoreno ai no namegata | 12 gennaio 1979   |         |
| 112 | Al posto di Terence si trova Neal. Il ragazzo tenta di estorcerle inutilmente una confessione d'amore nei suoi confronti. Fuggita dalla villa, Candy viene salvata da Albert. A sorpresa Candy scopre che il lavoro di cui Albert parla non esiste; Albert nel frattempo trova Terence ubriaco e lo aiuta a trovare se stesso. |                   |         |
| 113 | Stear 「去りゆく人」 - sari yuku nin | 19 gennaio 1979   |         |
| 113 | Mentre Albert lascia la casa di Candy, Patty riceve una lettera di Stear nella quale comunica la morte del suo migliore amico. Poco dopo lo stesso Stear muore in un combattimento aereo e Patty si trasferisce in Florida, con la nonna Marta. |                   |         |
| 114 | Matrimonio a sorpresa 「大おじさまに会える日」 - ooo jisamani ae ru nichi | 26 gennaio 1979   |         |
| 114 | Il piano di Iriza è di far sposare il fratello con Candy, in modo da ereditarne le fortune una volta che il signor William sarà scomparso. Candy vuole arrivare alla verità parlando con lo zio William. |                   |         |
| 115 | La verità 「ポニーの丘は花ざかり」 - poni no oka ha hana zakari | 2 febbraio 1979   |         |
| 115 | Nel salone della tenuta di Lakewood Candy scopre che lo zio William è proprio Albert che fin da piccolo ha amato gli animali ma che ha dovuto celare la sua vera identità perché troppo piccolo per gestire l'intero patrimonio familiare. Si scopre anche che è lui il famoso principe della collina, che Candy vide a cinque anni e che non ha mai dimenticato. La versione italiana fa intendere che Terence abbia lasciato Susanna e che il suo amore accompagnerà Candy per tutta la vita. |                   |         |